# Heiligabend mit Carmen Nebel
Heiligabend mit Carmen Nebel war eine von Carmen Nebel moderierte Unterhaltungssendung des ZDF, die von 2012 bis 2023 jedes Jahr an Heiligabend um 20:15 Uhr ausgestrahlt wurde. 2018 pausierte die Sendung. Zum Inhalt der Sendung zählen Auftritte von Künstlern der Popmusik- und Schlagerszene, Einspielfilme über die Weihnachtstraditionen in verschiedenen Ländern und Gespräche mit prominenten Gästen. In den Anfangsjahren wurde die Sendung in einem Studio vor Publikum im Stile einer großen Musikshow aufgezeichnet. In den letzten Jahren kam die Sendung aus einer Berghütte am Wilden Kaiser in Ellmau mit einerer kleineren Gästerunde und es wurden auch Auftritte aus vergangenen Sendungen gezeigt.
Im Herbst 2023 kündigte das ZDF an, das Programm an Heiligabend ab 2024 anders zu gestalten. Im Zuge dieser Umgestaltung wurde das Format Heiligabend mit Carmen Nebel nach der Sendung an Heiligabend 2023 eingestellt.

## Gäste
Unter anderem waren folgende Stars zu Gast in der Sendung: Andy Borg, Hansi Hinterseer, Stefanie Hertel, Iva Schell, Anja Kruse & Klaus Prünster, Eva Lind, Ella Endlich, Naima, Lena Valaitis, Isabel Varell, Unheilig, Al Bano & Romina Power, Helmut Lotti, The Ten Tenors, Chris de Burgh, Johnny Logan, Die Jungen Tenöre und Kevin Pabst, Matze Knop, Alfons Schuhbeck, Deutsches Fernsehballett, Lucky Kids.